# Рыхлова, Лидия Васильевна
Лидия Васильевна Рыхлова (род. 8 апреля 1937) — советский и российский учёный, доктор физико-математических наук, Заслуженный деятель науки РФ (1996).

## Биография
Родилась 8 апреля 1937 года.
Окончила Московский институт геодезии, аэрофотосъемки и картографии (1960). До 1973 г. работала в Государственном Астрономическом институте им. П. К. Штернберга МГУ им. М. В. Ломоносова. В 1969 году защитила кандидатскую диссертацию.
С 1973 г. — в Институте астрономии РАН (до 1991 г. Астросовет АН СССР). В 1987 г. возглавила отдел геодинамики и прикладной геофизики (с 1998 отдел космической астрометрии).
В 1991 г. защитила докторскую диссертацию по специальности астрометрия и небесная механика.
Главный научный сотрудник ИНАСАН, руководитель Группы динамики малых тел Солнечной системы отдела исследований Солнечной системы ИНАСАН.
Основные научные работы посвящены исследованию особенностей вращения Земли и изучением околоземного пространства.
Заслуженный деятель науки РФ (1996). Награждена медалью «За трудовое отличие» (1986).
В её честь назван открытый 18 сентября 1987 г. Л. И. Черных (Крымская Астрофизическая Обсерватория) астероид Главного пояса 9566 Рыхлова.

## Книги
- 2015 Астероидно-кометная опасность: стратегия противодействия. Акимов В. А., Глазачев Д. О., Емельяненко В. В., Краминцев А. П., Нароенков С. А., Попова О. П., Пучков В. А., Рыхлова Л. В., Савельев М. И., Светцов В. В., Трубецкая И. А., Шувалов В. В., Шугаров А. С., Шустов Б. М.. место издания Всероссийский научно-исследовательский институт по проблемам гражданской обороны и чрезвычайных ситуаций МЧС России Москва, ISBN 978-5-93970-141-9, 272 с.
- 2005 Космический астрометрический эксперимент ОЗИРИС. Боярчук А. А., Багров А. В., Барабанов С. И., Болгова Г. Т., Валеев С. Г., Жаров В. Е., Исупов А. Н., Калинина Т. А., Кузьмин А. В., Куимов К. В., Микиша А. М., Пинчук В. Б., Пширков М.C., Расторгуев А. С., Рыженко А. П., Рыхлова Л. В., Сажин М. В., Семенцов В. Н., Серёгин А. Г., Смирнов М. А., Сысоев В. К., Федосеев Е. Н., Хованская О. С., Черепащук А. М. место издания «Век 2» Фрязино, ISBN 5-85099-165-4, 350 с.